# Félag Hljómplötuframleiðenda
La Félag Hljómplötuframleiðenda (FHF) è un'organizzazione facente parte dell'International Federation of the Phonographic Industry in rappresentanza dell'industria musicale dell'Islanda.
L'associazione si occupa di stilare e pubblicare a cadenza settimanale e annuale attraverso il portale Plötutíðindi la Tónlistinn, la classifica ufficiale del mercato nazionale.

## Certificazioni di vendita
La Félag Hljómplötuframleiðenda certifica album e singoli attraverso i seguenti criteri:

### Album
Pubblicazioni uscite dopo il 1º gennaio 2018
- Oro: 2 500
- Platino: 5 000
- Diamante: 50 000

Pubblicazioni pubblicate tra il 1º gennaio 2015 e il 31 dicembre 2017
- Oro: 3 500
- Platino: 7 000

Pubblicazioni pubblicate tra il 1º gennaio 1994 e il 31 dicembre 2014
- Oro: 5 000
- Platino: 10 000

Pubblicazioni pubblicate tra il 1º gennaio 1987 e il 31 dicembre 1993
- Oro: 3 500
- Platino: 7 500

Pubblicazioni pubblicate tra il 1º gennaio 1975 e il 31 dicembre 1986
- Oro: 5 000
- Platino: 10 000

Pubblicazioni antecedenti il 31 dicembre 1974
- Oro: 2 500

### Singoli
Pubblicazioni uscite dopo il 1º gennaio 2021
- Oro: 7 500
- Platino: 15 000

Pubblicazioni antecedenti il 1º gennaio 2021
- Oro: 5 000
- Platino: 10 000